# Tolir

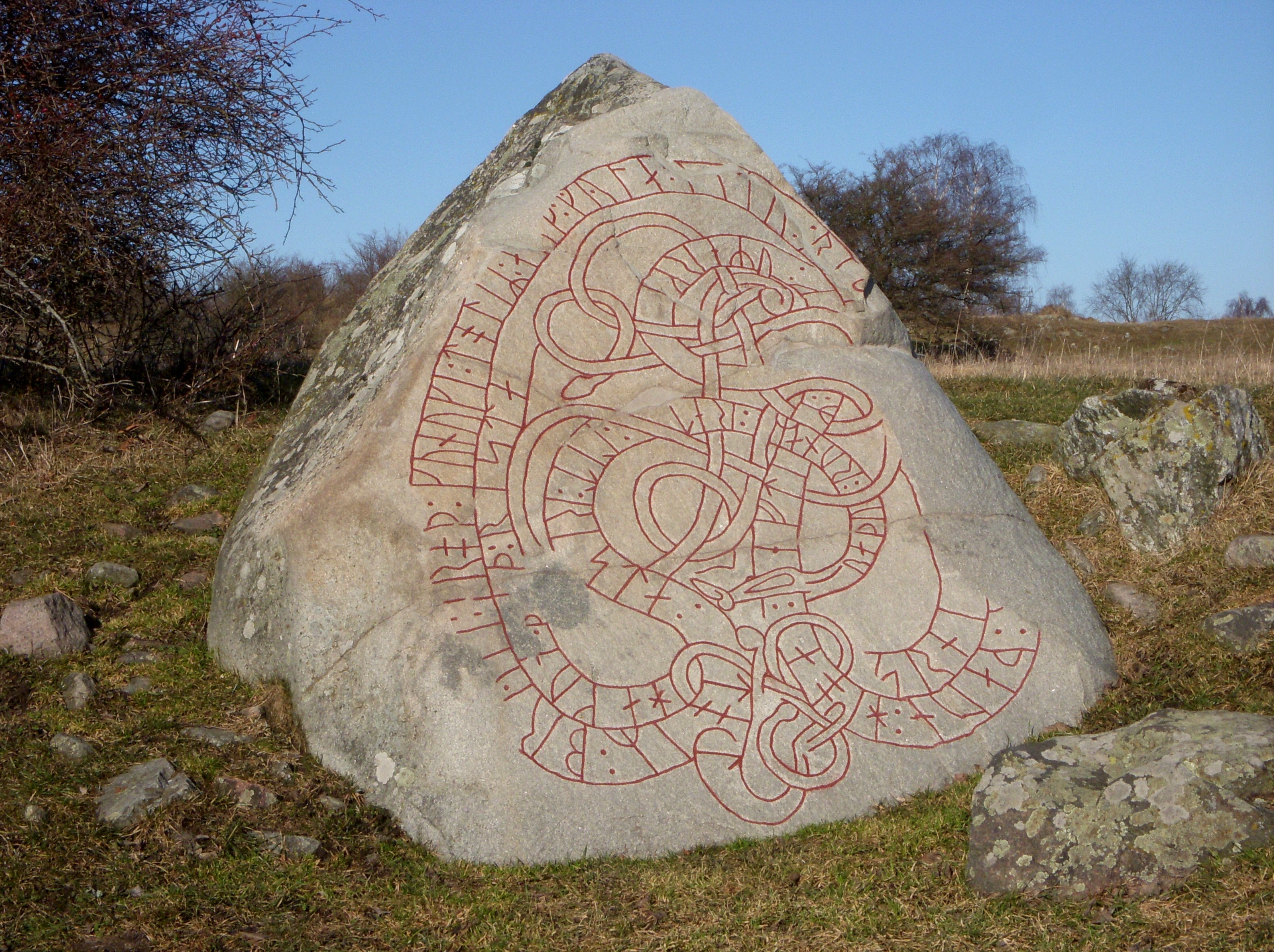
Håkanstenen på Adelsön.

Tolir var en bryte i Roden cirka år 1070, troligen gift med Gyla.
Nedanför Hovgårdens ruiner på Adelsö vilar ett runblock registrerat som U 11 med följande inskrift: 
"Tyd du runorna! Rätt lät Tolir, bryte i Roden, rista dem åt konungen. Tolir och Gylla lät rista (dessa runor) båda makarna efter sig till minnesvård ... Håkon bjöd rista."
Tolir var bryte, vilket betyder att han var kungens fogde på Hovgården, och Gylla var sannolikt hans hustru. Som fogde ansvarade Tolir för förvaltningen av Roden, som här åsyftar Roslagen. Vid den tiden omfattade Rodens eller roddarlagets område också Mälaröarna. "Kungen" kan vara Håkon Röde, som antas ha regerat på 1070-talet. Runstenen är extra intressant eftersom detta är den tidigaste kända förekomsten av ordet konung i Sverige. 
Tolir var under vikingatiden ett vanligt nordiskt  mansnamn.